# 桜井美春
桜井 美春（さくらい みはる、1967年〈昭和42年〉1月2日 - ）は、日本の元レースクイーン、元グラビアアイドル、元タレント。ティーディープロモーションに所属していたが現在はプロフィールが削除されている。東京都荒川区出身。東洋大学経済学部卒。

## 来歴
大学卒業後、外資系証券会社で秘書として働いていたが、2004年、37歳の時に友人の勧めでレースクイーンに応募して合格し、山野 美咲（やまの みさき）名義でSUPER GTのレースクイーンを務めた。2008年4月、桜井美春名義でグラビアデビュー。
デビュー当時、1977年生まれのほしのあき（当時31歳）が日本最高齢のグラビアアイドルとされていた。しかし、ほしのより10歳年上の桜井が41歳でデビューしたことから、桜井が日本最高齢グラドルの地位に上り詰めたが、その記録は2年後の2010年に1965年生まれの岡本夏生（当時45歳）がグラビアアイドルとしての活動を再開したことにより、岡本にその座を明け渡した。

## 人物
- 母は文部大臣奨励賞を受賞している画家の横山麻沙（よこやま まさ、1930年 - ）[3][4]。
- 趣味はインテリアショッピング、特技は華道（草月流師範）。
- 理想のタイプの男性芸能人は沢田研二。
- 2009年3月11日付けのブログで急性穿孔性虫垂炎で入院していると発表された。長らく更新されなかったが、同年11月1日付けでブログが更新された（2回ほど入院した、と記されている）。

## 出演

### テレビ
- ありえへん∞世界（テレビ東京、2008年7月22日）
- めざましテレビ（フジテレビ、2008年8月14日）
- 今ちゃんの「実は…」（ABC、2008年8月20日）
- オビラジR（TBS、2008年8月26日）
- 草野☆キッド（テレビ朝日、2008年9月2日・9月9日）
- おもいッきりイイ!!テレビ（日本テレビ、2008年9月12日）
- FNNスーパーニュースアンカー（関西テレビ、2008年9月19日）
- マヨブラ流（読売テレビ、2008年11月8日）
- 笑っていいとも!（フジテレビ、2008年11月13日） - コーナーゲスト（出たいドル!/ザ・定番ショー）
- 情報ライブ ミヤネ屋（読売テレビ、2008年11月26日）
- グラビアの美少女　#432（MONDO21、2008年11月21日）
- ザ!世界仰天ニュース（日本テレビ、2009年2月4日）
- 2時っチャオ!（TBS、2009年2月18日）「てっぱんしゃべっチャオ!」コーナーゲスト

### ラジオ
- Jam the WORLD（J-WAVE、2008年8月21日）
- WONDERFUL WORLD（TOKYO FM、2008年8月25日）
- 夜な夜なニュースいぢり X-Radio バツラジ（TBSラジオ、2008年9月4日）
- 大竹まこと ゴールデンラジオ!（文化放送、2008年9月17日）
- 玉川美沙 たまなび（文化放送、2009年1月21日）

### 雑誌
- FLASH（光文社）
- 本当にデカップ（メディア・クライス）
- アサヒ芸能（徳間書店）
- 週刊大衆（双葉社）他

### PCソフトウェア
- Viemo（ヴィーモ）デスクトップキャラクター[5]（2008年10月23日）

### CM
- リソウコーポレーション

## 作品

### DVD
1. 41（GPミュージアムソフト、2008年12月25日）[6]
2. Around40 桜井美春（2009年5月22日）